# Grosville
Cet article possède un paronyme, voir Granville.
Grosville est une commune française, située dans le département de la Manche en région Normandie, peuplée de 804 habitants.

## Géographie

### Localisation
Les communes limitrophes sont Sotteville, Benoîtville, Bricquebosq, Les Pieux, Rauville-la-Bigot, Saint-Germain-le-Gaillard et Bricquebec-en-Cotentin.

### Hydrographie
La commune est située dans le bassin Seine-Normandie. Elle est drainée par la Diélette, le But, le cours d'eau 01 de la Laverie, le cours d'eau 03 du Pommeret, la Diélette, le fossé 09 de la Fosse et le Pommeret,,.
La Diélette, d'une longueur de 13 km, prend sa source dans la commune de Bricquebosq et se jette dans le golfe de Saint-Malo à Tréauville, après avoir traversé cinq communes.

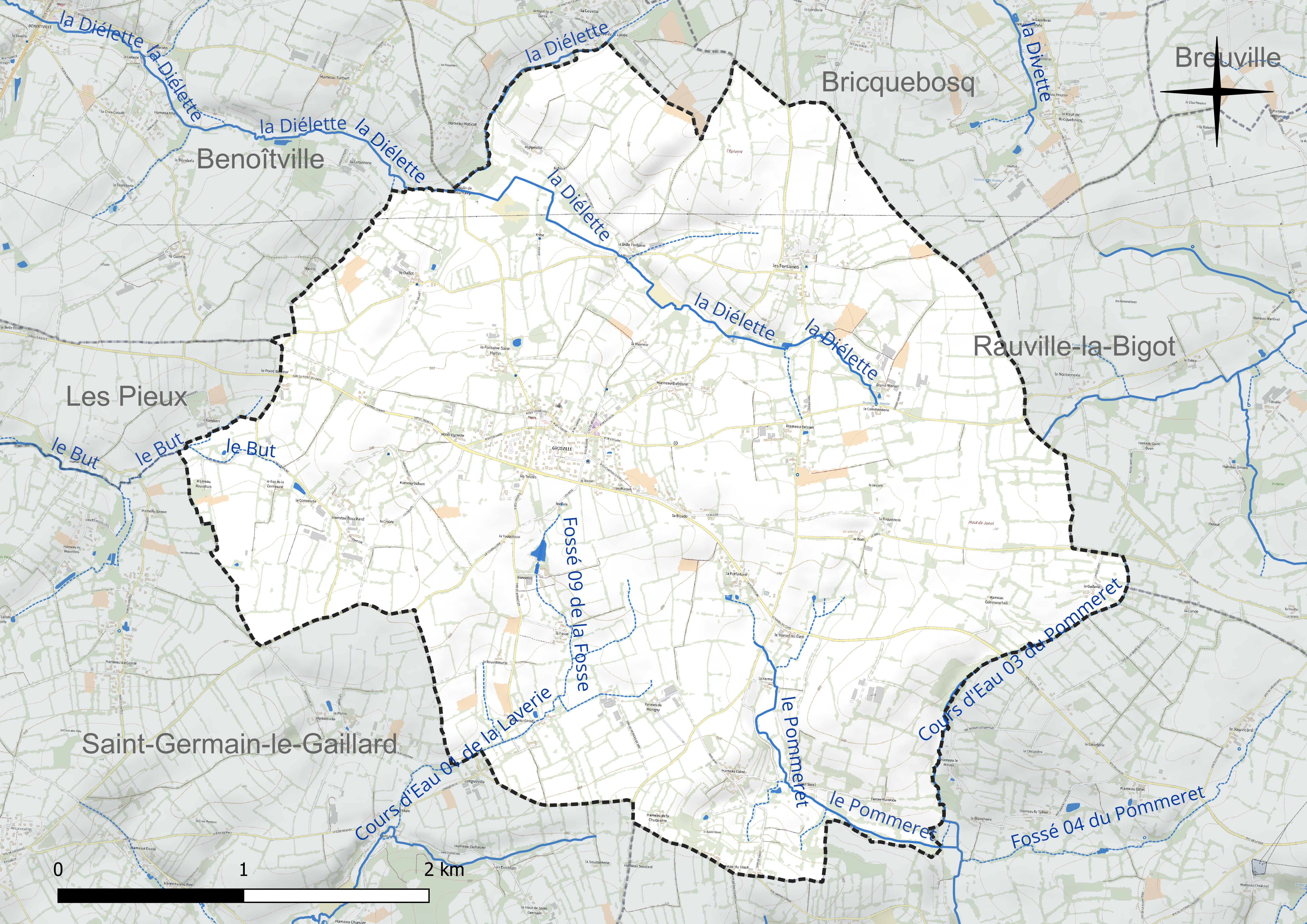
Réseau hydrographique de Grosville.

### Climat
Pour des articles plus généraux, voir Climat de la Normandie et Climat de la Manche.
En 2010, le climat de la commune est de type climat océanique franc, selon une étude du CNRS s'appuyant sur une série de données couvrant la période 1971-2000. En 2020, Météo-France publie une typologie des climats de la France métropolitaine dans laquelle la commune est exposée à un climat océanique et est dans la région climatique  Normandie (Cotentin, Orne), caractérisée par une pluviométrie relativement élevée (850 mm/a) et un été frais (15,5 °C) et venté. Parallèlement le GIEC normand, un groupe régional d’experts sur le climat, différencie quant à lui, dans une étude de 2020, trois grands types de climats pour la région Normandie, nuancés à une échelle plus fine par les facteurs géographiques locaux. La commune est, selon ce zonage, exposée à un « climat maritime », correspondant au Cotentin et à l'ouest du département de la Manche, frais, humide et pluvieux, où les contrastes pluviométrique et thermique sont parfois très prononcés en quelques kilomètres quand le relief est marqué.
Pour la période 1971-2000, la température annuelle moyenne est de 10,8 °C, avec une amplitude thermique annuelle de 11,1 °C. Le cumul annuel moyen de précipitations est de 973 mm, avec 14,3 jours de précipitations en janvier et 8,2 jours en juillet. Pour la période 1991-2020, la température moyenne annuelle observée sur la station météorologique la plus proche, située sur la commune de Cherbourg-en-Cotentin à 17 km à vol d'oiseau, est de 12,1 °C et le cumul annuel moyen de précipitations est de 963,9 mm,. Pour l'avenir, les paramètres climatiques de la commune estimés pour 2050 selon différents scénarios d’émission de gaz à effet de serre sont consultables sur un site dédié publié par Météo-France en novembre 2022.

## Urbanisme

### Typologie
Au 1er janvier 2024, Grosville est catégorisée commune rurale à habitat dispersé, selon la nouvelle grille communale de densité à sept niveaux définie par l'Insee en 2022.
Elle est située hors unité urbaine.
Par ailleurs la commune fait partie de l'aire d'attraction de Cherbourg-en-Cotentin, dont elle est une commune de la couronne,. Cette aire, qui regroupe 77 communes, est catégorisée dans les aires de 50 000 à moins de 200 000 habitants,.

### Occupation des sols
L'occupation des sols de la commune, telle qu'elle ressort de la base de données européenne d’occupation biophysique des sols Corine Land Cover (CLC), est marquée par l'importance des territoires agricoles (96,9 % en 2018), en diminution par rapport à 1990 (97,8 %).
La répartition détaillée en 2018 est la suivante : terres arables (53,5 %), prairies (40,1 %), zones agricoles hétérogènes (3,3 %), zones urbanisées (3,1 %).

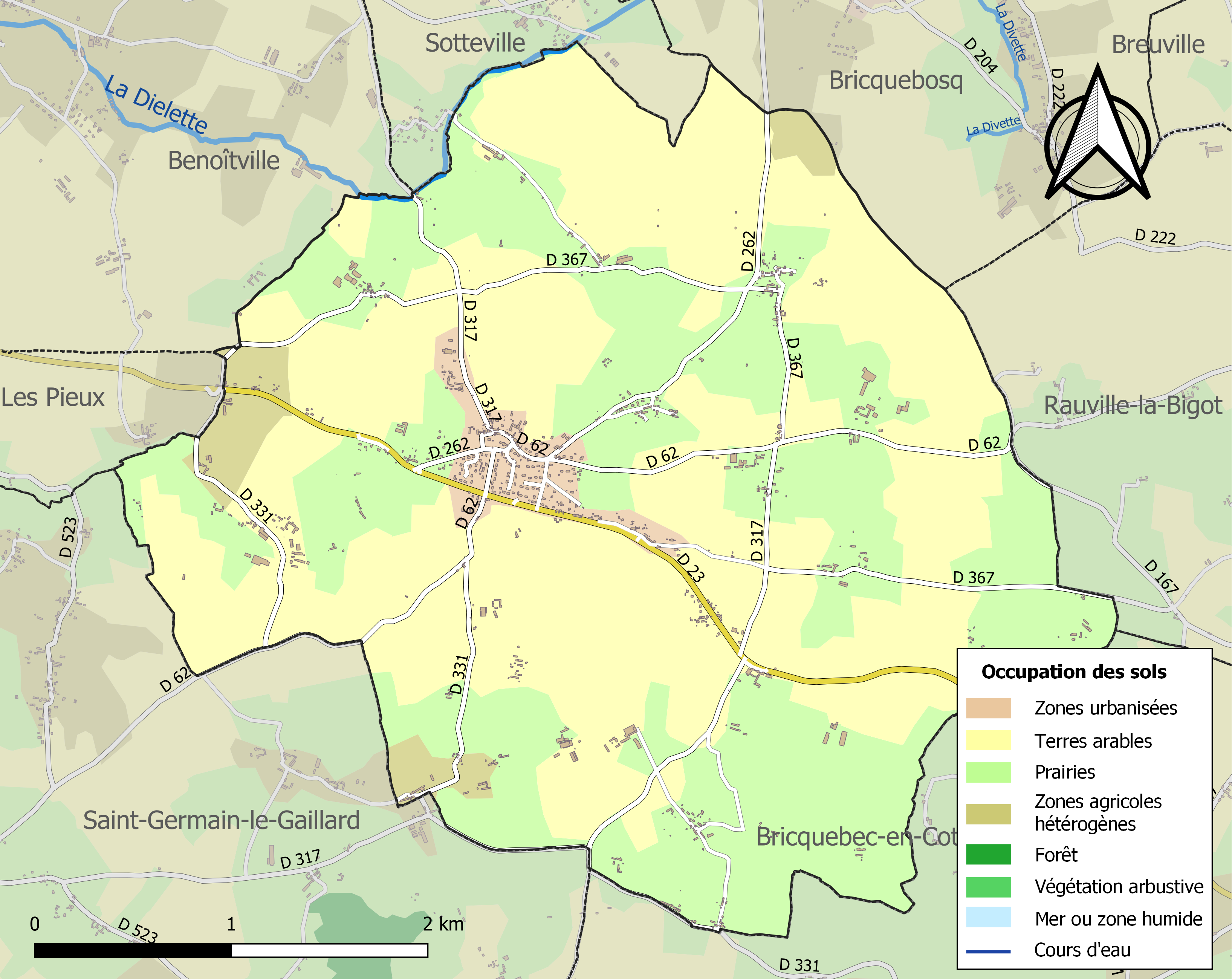
Carte des infrastructures et de l'occupation des sols de la commune en 2018 (CLC).

L'évolution de l’occupation des sols de la commune et de ses infrastructures peut être observée sur les différentes représentations cartographiques du territoire : la carte de Cassini (XVIIIe siècle), la carte d'état-major (1820-1866) et les cartes ou photos aériennes de l'IGN pour la période actuelle (1950 à aujourd'hui).

## Toponymie
Le nom de la localité est attesté sous les formes Geroldi villa vers 1000, Guerouvilla en 1192, Grouvilla en 1291.

## Histoire

### Moyen Âge
Au XIIe siècle, la paroisse relevait de l'honneur de Saint-Sauveur-le-Vicomte, et du bailliage de Saint-Sauveur-le-Vicomte.

### Temps modernes
En 1567, Jacques Rozette, écuyer, sieur de Vasteville et Brucourt, est taxé pour ces fiefs de 30 livres et 4 solz, dans le rôle des nobles et roturiers, au titre du ban et de l'arrière ban de la vicomté de Coutances, réalisé par Gilles Dancel, seigneur d'Audouville, lieutenant général du bailli de Cotentin, tenu à Coutances les 20-22 octobre. Le fief de Brucourt à Grosville, huitième de fief de haubert, relevait de la baronnie d'Orglandes.
Dans le même rôle :
- Pierre du Tertre, écuyer, sieur de Benoistville, de Longueville, Grosville et de la terre d'Ippeville, est taxé pour ces fiefs de 23 livres et 10 solz. Le fief de Longueville à Grosville, qui valait un huitième de fief de haubert et relevait de la baronnie de la Haye-du-Puits avait une extension à Saint-Germain-le-Gaillard. Le fief de Grosville et de la terre d'Ippeville, huitième de fief de haubert, relevait de la vicomté de Valognes[24] ;
- Étienne Feuardent, pour le fief de Cantepie, est taxé de 10 solz. Le fief Cantepie à Grosville, huitième de fief de haubert, relevait du fief de Vauville[24] ;
- maître Jehan Martin, pour lui et ses héritiers, sieurs de Hasville, sont taxés de 10 solz. Hasville était une vavassorie à Grosville, dont le nom est celui d'une famille l'ayant possédé au XVe siècle et dans la première moitié du XVIe. Cette famille sera déclarée roture par un arrêt avant 1746[24].

## Politique et administration
| Période                                  | Période      | Identité                        | Étiquette | Qualité                |
| ---------------------------------------- | ------------ | ------------------------------- | --------- | ---------------------- |
| 1831                                     | 1855         | Jean-Baptiste Hairon-Desvagants |           | Cultivateur            |
|                                          |              |                                 |           |                        |
| 1977                                     | 1989         | Jean Toulorge                   |           |                        |
| 1989                                     | 2005         | Daniel Néel                     |           |                        |
| 2005                                     | janvier 2008 | Michel Lecarrié                 |           |                        |
| janvier 2008                             | mars 2008    | Michelle Postel                 | SE        | Institutrice retraitée |
| mars 2008                                | En cours     | Laurent Hayé                    | SE        | Agriculteur            |
| Les données manquantes sont à compléter. |              |                                 |           |                        |

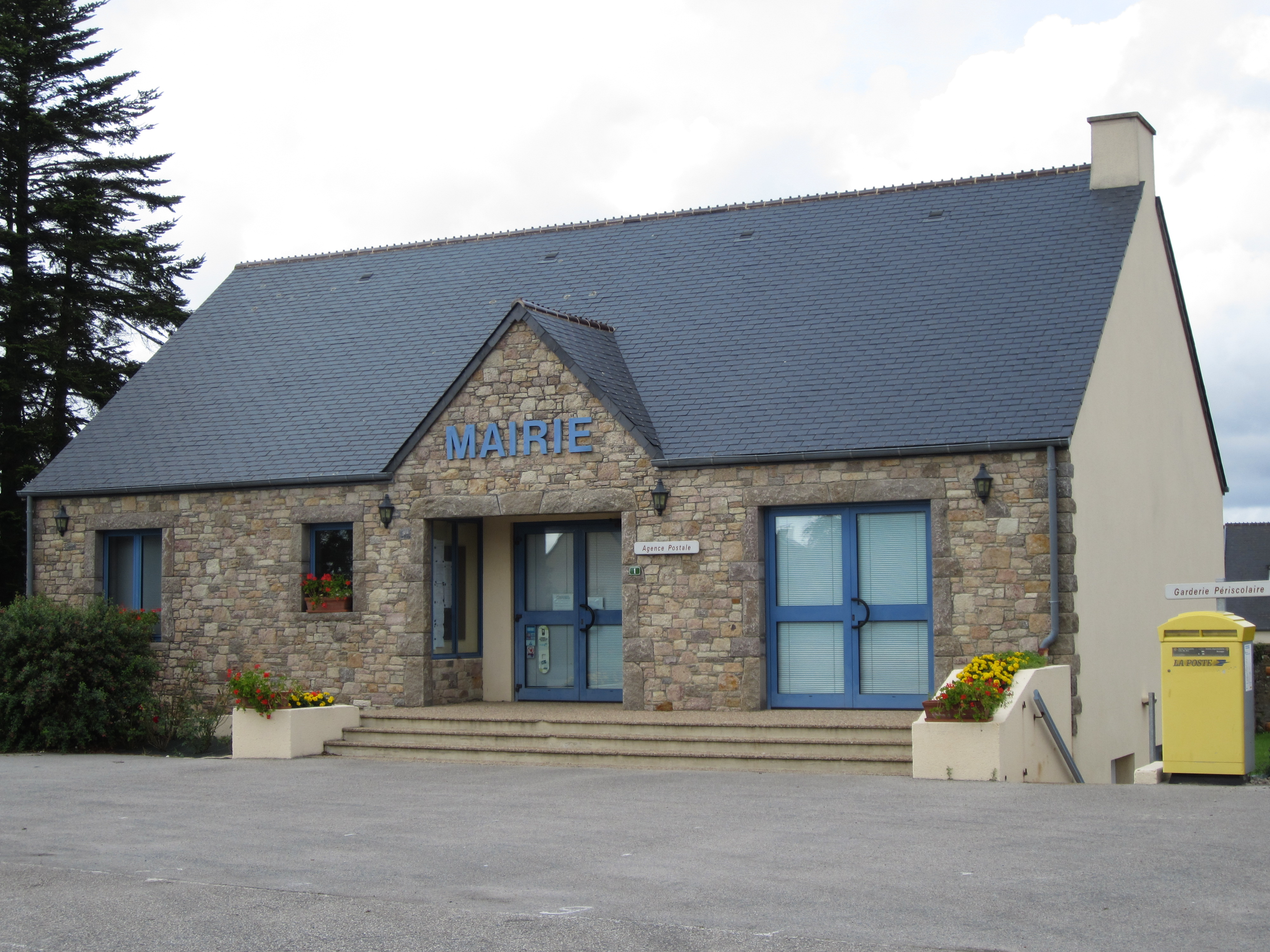
La mairie.

Le conseil municipal est composé de quinze membres dont le maire et trois adjoints.

## Population et société
Les habitants de la commune sont appelés les Grosvillais.

### Démographie
L'évolution du nombre d'habitants est connue à travers les recensements de la population effectués dans la commune depuis 1793. Pour les communes de moins de 10 000 habitants, une enquête de recensement portant sur toute la population est réalisée tous les cinq ans, les populations de référence des années intermédiaires étant quant à elles estimées par interpolation ou extrapolation. Pour la commune, le premier recensement exhaustif entrant dans le cadre du nouveau dispositif a été réalisé en 2004.
En 2022, la commune comptait 804 habitants, en évolution de +2,03 % par rapport à 2016 (Manche : −0,31 %, France hors Mayotte : +2,11 %).
| 1793 | 1800 | 1806  | 1821  | 1831  | 1836  | 1841  | 1846 | 1851 |
| ---- | ---- | ----- | ----- | ----- | ----- | ----- | ---- | ---- |
| 863  | 974  | 1 009 | 1 045 | 1 015 | 1 053 | 1 034 | 985  | 968  |

| 1856 | 1861 | 1866 | 1872 | 1876 | 1881 | 1886 | 1891 | 1896 |
| ---- | ---- | ---- | ---- | ---- | ---- | ---- | ---- | ---- |
| 916  | 976  | 919  | 870  | 794  | 834  | 804  | 857  | 789  |

| 1901 | 1906 | 1911 | 1921 | 1926 | 1931 | 1936 | 1946 | 1954 |
| ---- | ---- | ---- | ---- | ---- | ---- | ---- | ---- | ---- |
| 785  | 776  | 759  | 689  | 695  | 726  | 777  | 734  | 663  |

| 1962 | 1968 | 1975 | 1982 | 1990 | 1999 | 2004 | 2006 | 2009 |
| ---- | ---- | ---- | ---- | ---- | ---- | ---- | ---- | ---- |
| 618  | 531  | 431  | 471  | 618  | 623  | 673  | 689  | 673  |

| 2014 | 2019 | 2022 | - | - | - | - | - | - |
| ---- | ---- | ---- | - | - | - | - | - | - |
| 787  | 785  | 804  | - | - | - | - | - | - |

### Cultes
L'église est aujourd'hui rattachée à la nouvelle paroisse Notre-Dame du doyenné de Cherbourg-Hague.

## Culture locale et patrimoine

### Lieux et monuments
- Église Saint-Martin des XIIIe, XVIe – XIXe siècles.

L'édifice du XIIIe siècle à nef unique du XIXe siècle a été remaniée, notamment au XVIe siècle. Sa tour carrée surmontée d'une longue flèche octogonale en pierre du XIXe siècle, s'éclaire par une fenêtre ogivale sur chacun de ses côtés. Le portail gothique est orné d'une statue équestre Charité Saint-Martin.
Elle abrite trois sculptures : statue de saint Martin évêque du XVe, sainte Anne portant la Vierge du XIVe, sainte Catherine du XVe, classées au titre objet aux monuments historiques, ainsi qu'une statue de sainte Suzanne du XVIIIe, une verrière des XIXe et XXe siècles, des fonts baptismaux du XVIIIe, un ciboire du XIXe.
- Croix de cimetière du XVIIIe siècle. Dans le cimetière, face au portail de l'église, est enterré l'abbé Jean Charles Mabire, curé du village, chapelain du roi Louis XVI qui « préféra la cause de sa paroisse aux places éminentes dont ses vertus le rendaient dignes »[33]. Auprès sont enterrés des descendants de la famille Mabire jusqu'en 1963[23].
- Manoir des Tourelles ou des Tombettes, du XVIIe siècle et ses trois pavillons au carré, inscrit au titre des monuments historiques depuis le 17 mars 1975[34].
- Manoir du Boël du XVe siècle.
- Manoir de Bonnetot des XVIIe – XVIIIe siècles.
- La Grand'Maison des XVe – XVIIIe siècles.
- Manoir du Hamel au Curé des XVIe – XVIIIe siècles, ancien fief de Brucourt[35].
- Moulin de Beauchamp des XVIIe – XVIIIe siècles.
- Moulin à roue du Haut-de-Bellefontaine du XVIIIe siècle. Le moulin se dresse en bordure de l'ancien chemin de pèlerinage du Mont-Saint-Michel et de Saint-Jacques-de-Compostelle. Il est le dernier moulin sur la rivière de la Diélette et fonctionna jusqu'en 1986[36].
- Croix de chemin dites Croix des Bois du XVIIIe siècle et Bellefontaine du XVIe siècle.
- Ancien lavoir.
- Fontaine Saint-Martin.
- Anciens moulins à eaux.

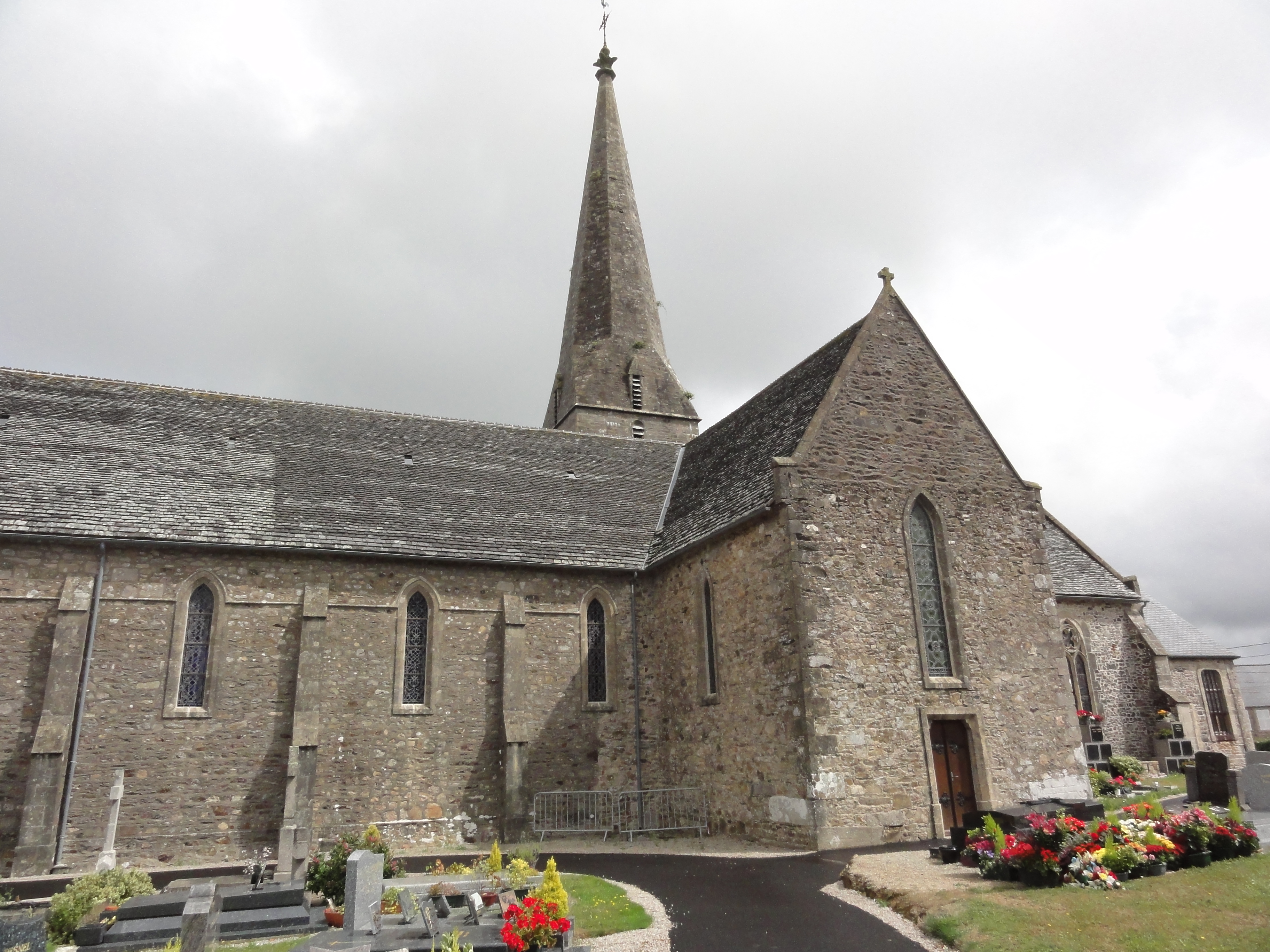
L'église Saint-Martin.
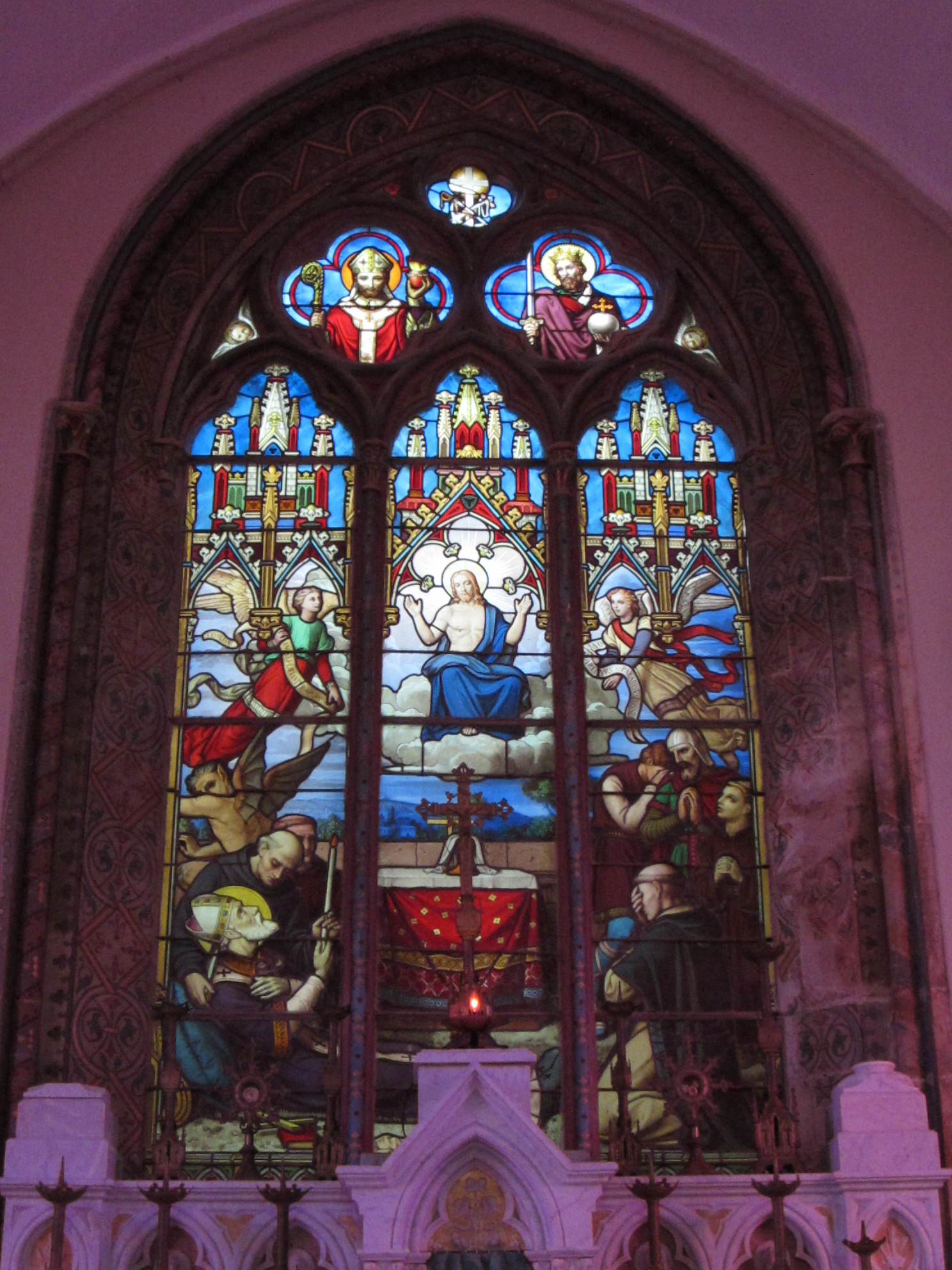
Le grand vitrail de l'église Saint-Martin.
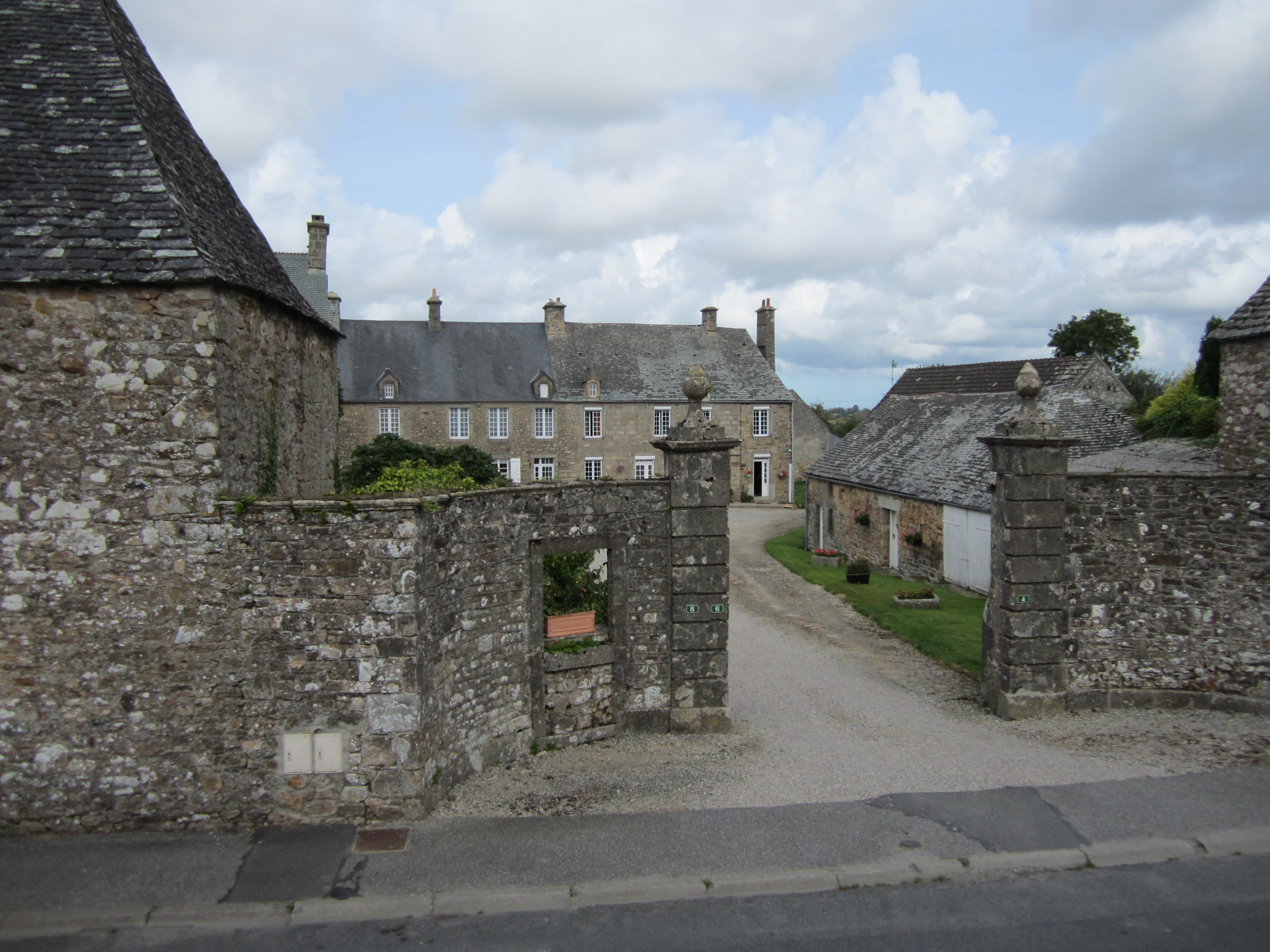
Le manoir des Tourelles.

### Personnalités liées à la commune
- François Feuardent (1541-1610), né selon les sources à Coutances, Éculleville ou Grosville selon Toustain de Billy, moine cordelier.
- Jean-Charles Mabire (1750-1832), né à Grosville, chapelain de Louis XVI à Versailles, prieur d'Andresy et Quessy, qui émigra à Jersey et en Angleterre, et rentré en France, fut curé de Grosville (1803 à 1826)[35].

### Héraldique
| Blason de Grosville | Blason  | Coupé : au premier d'azur au croissant d'or accosté, en chef, de deux tours d'argent ouvertes et ajourées du champ, maçonnées de sable, le tout surmonté de trois étoiles aussi d'or rangées en chef, au second parti au I d'argent à l'aigle de sable becquée et membrée d'or et au II d'azur aux trois fasces haussées d'argent, au chevron de gueules brochant, le tout soutenu d'une rose aussi d'argent. |
| Blason de Grosville | Détails | |